# Transmisní soustava vrtulníku
Transmisní soustava vrtulníku zahrnuje všechny prvky, které přenášejí výkon od pohonné jednotky k nosnému rotoru, vyrovnávacímu rotoru a dalším mechanismům. Součástí transmisní soustavy jsou reduktory, spojky, hřídele a rotorová brzda.

## Popis
Transmisní soustava vrtulníku musí být především spolehlivá, což je jeden z jejích základních předpokladů. Kromě přenosu výkonu v podobě krouticího momentu od motoru k rotorům je důležitým úkolem transmisní soustavy regulovat počet otáček. Zatímco pístové motory starších vrtulníků pracují s otáčkami na hodnotě přibližně 2500 otáček za minutu a modernější turbohřídelové motory disponují otáčkami až za hranicí 5000 otáček za minutu, nosný rotor vrtulníku se točí jen rychlostí 120–400 otáček za minutu. Z toho důvodu je potřeba otáčky rotorů regulovat z tisíců otáček až na stovky otáček.

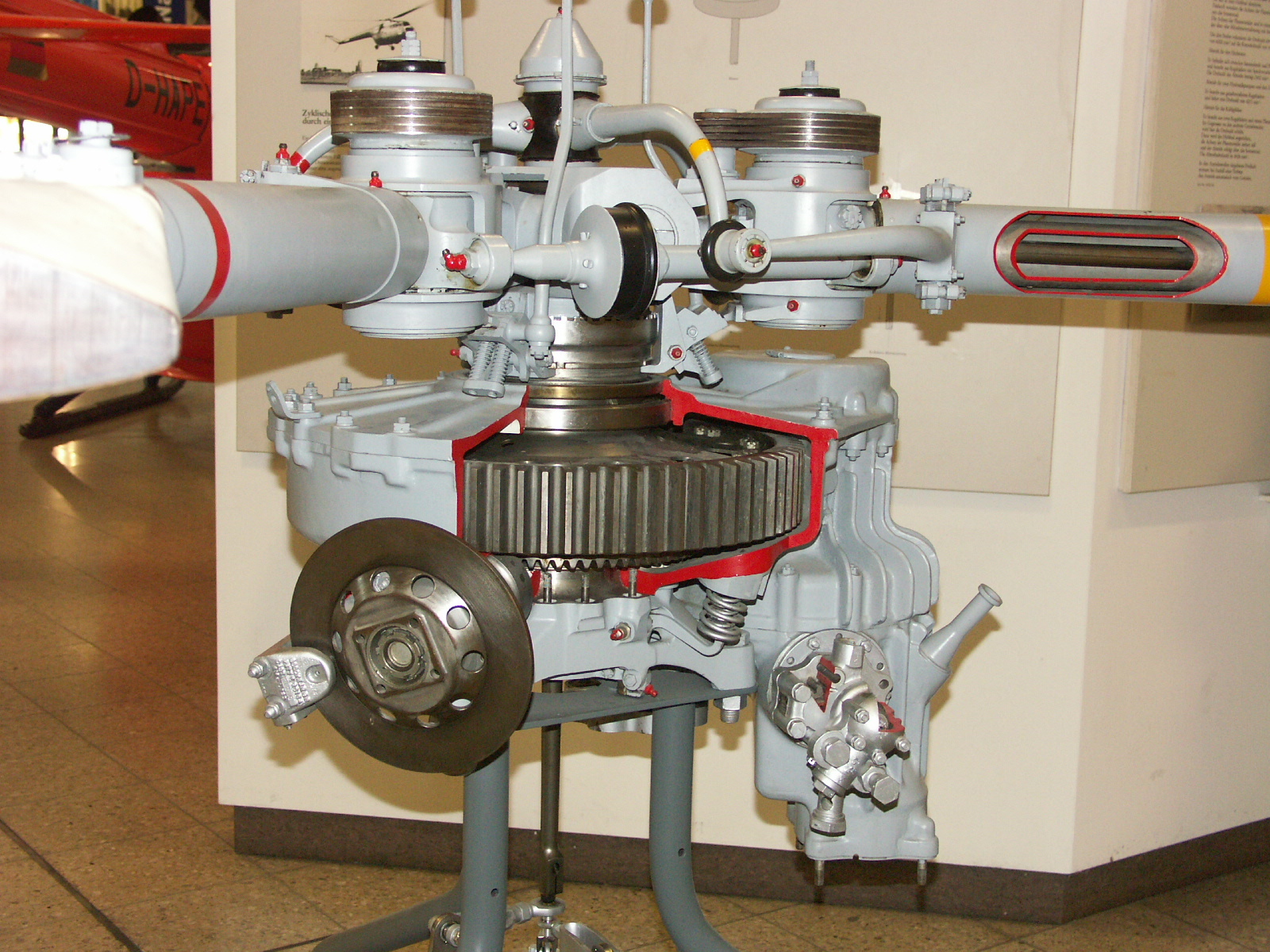
Transmise u helikoptéry

Pro redukci otáček slouží reduktory, kterých má vrtulník několik. Hlavní reduktor slouží k regulaci otáček od motoru k nosnému rotoru. Může se jednat až o čtyřstupňový reduktor s převodovým poměrem 80. Dalším důležitým prvkem soustavy je koncový reduktor, který slouží k redukci otáček vyrovnávacího rotoru. Jeho převodový poměr se může pohybovat až na hodnotě 6. Dalšími reduktory v soustavě bývají také pomocné mezilehlé reduktory a reduktor motoru. Hlavní a koncový reduktor jsou vybaveny převodovými skříněmi, které slouží k vhodnému nastavení otáček rotorů.
Dalšími prvky transmisní soustavy jsou spojky a volnoběhy. Ve většině letových režimů, kdy jsou rotory poháněny motorem, je spojka sepnutá. V případě, že je nucen vrtulník letět v režimu autorotace, tedy bez pohonu motoru, je spojka rozepnutá a prostřednictvím volnoběhu brání roztáčení motoru a udržuje počet otáček nosného a vyrovnávacího rotoru na konstantní hodnotě.
Hřídele jako nezbytná součást transmisní soustavy se podílejí na přenosu výkonu od pohonné jednotky k reduktorům. Primární hnací hřídel leží ve svislé poloze mezi motorem a hlavním reduktorem. Tato hřídel, která je ve srovnání s ostatními hřídeli kratší, je obvykle vyhotovena z výkovku nebo tyče. Ocasní hřídel je delší a je obvykle zpracována z bezešvé trubky. V případě, že je využito více reduktorů, disponuje vrtulník také mezilehlými hřídelemi.
Rotorová brzda slouží v transmisní soustavě k co nejrychlejšímu brzdění nosného rotoru, který se dotáčí setrvačností. Při vypnutých motorech rovněž brání samovolnému roztáčení nosného rotoru při silném větru, který by mohl způsobit průhyby listů a poškodit tak drak vrtulníku nebo ohrozit pozemní personál.